# Бараке (Виченца)
Бараке је насеље у Италији у округу Виченца, региону Венето.
Према процени из 2011. у насељу је живело 116 становника. Насеље се налази на надморској висини од 72 м.